# Kleopatra
För andra betydelser, se Kleopatra (olika betydelser).
Kleopatra VII Thea Filopator, vanligen endast Kleopatra, (grekiska: Κλεοπάτρα Θεά Φιλοπάτωρ, Kleopátra Theá Philopátor), född 69 f.Kr., död 12 augusti 30 f.Kr. var regerande drottning av det Ptolemeiska Egyptiska riket. Det var ett hellenistiskt rike uppkallat efter Alexander den stores general Ptolemaios, den sista härskaren ur det ptolemeiska kungahuset. Hon var den sista härskaren i Egypten innan landet blev en romersk provins. Hon är känd för sina romanser med Julius Caesar och Marcus Antonius.

## Namnet
Namnet Kleopátra är grekiska och betyder ungefär "faderns ära" eller "faderns berömmelse". Det ursprungliga uttalet ligger betoningen på det första a:et, men på svenska uttalas namnet traditionellt enligt latinska uttalsregler, enligt vilka o:et istället utgör den betonade stavelsen. 
Theá betyder "gudinna", och namnet Philopátor betyder "fadersälskande".

## Biografi

### Barndom
Kleopatra var dotter till kung Ptolemaios XII (Ptolemaios Auletes), men hennes mor är okänd. Faderns enda kända hustru är hans första maka Kleopatra V, som var mor till Berenike IV och den möjligen fiktiva Kleopatra VI. Kleopatra V försvinner ur inskriptionerna år 69 f.Kr, och det har spekulerats om hon avled och att fadern gifte om sig med en okänd kvinna. En annan spekulation är att fadern endast skilde sig från Kleopatra V och sedan förvisade henne. Ytterligare en är att Kleopatra V inte försvann alls, utan var mor till alla barnen. Oavsett vilken förklaring som är den rätta, anses Kleopatra och hennes yngre syskon ha en okänd mor. 
År 58 f.Kr. avsattes hennes far av hennes äldre syster Berenike IV och flydde till Rom. Berenike IV regerade då tillsammans med den så kallade Kleopatra VI, vars identitet är okänd, och som har föreslagits vara antingen en okänd syster, eller också hennes mor Kleopatra V. 
Det är inte känt om Kleopatra följde fadern till Rom eller stannade i Egypten under sin systers regeringstid. Fadern kunde återta makten med romersk hjälp tre år senare. Då fadern återvände till Egypten år 55 f.Kr., lät han avrätta Berenike IV och utnämna sitt kvarvarande äldsta barn Kleopatra till sin efterträdare. 

### Faderns död
När Kleopatra var 18 år, år 51 f.Kr, dog hennes far Ptolemaios XII. Hon och hennes yngre bror och tillika make Ptolemaios XIII (Ptolemaios Dionysos) efterträdde då sin far som samregenter och regerande kung och drottning av Egypten. 
I själva verket styrdes regeringen av ministern Potheinos, som var den unge kungens förmyndare. Potheinos fördrev cirka år 50 f.Kr. Kleopatra från makten i en kupp. Hon flydde därefter till Syrien, som då var en romersk provins. 

### Mötet med Caesar

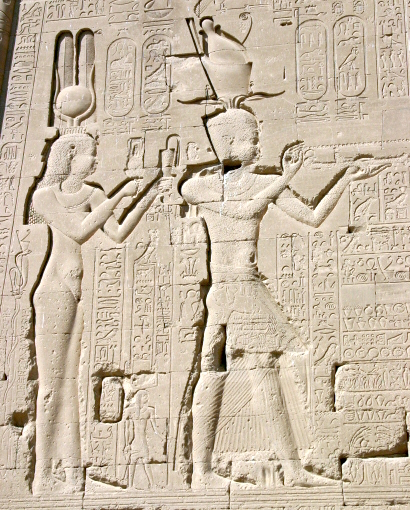
Kleopatra VII och sonen Caesarion vid Denderatemplet.

Efter en tids landsflykt, då Kleopatra från Syrien försökte återvinna sin makt, fick hon till slut hjälp från romarna. I september år 48 f.Kr. anlände romerska trupper under befäl av Julius Caesar till Alexandria, som avgjorde, att de båda syskonen åter skulle regera gemensamt. 
Men underblåst av kungens rådgivare uppstod motstånd under ledning av kungen och hans syster Arsinoe IV, och Caesar belägrades i det kungliga palatset av trupper lojala mot kungen och Arsinoe. Efter en tid befriades han genom undsättning från sina trupper i Mindre Asien. Efter ett mindre krig dränktes Ptolemaios XIII i Nilen och Arsinoe tillfångatogs. 
Kleopatra blev då på nytt insatt som regent tillsammans med sin yngre broder, Ptolemaios XIV. Under Caesars vistelse i Alexandria inledde Kleopatra och Caesar ett förhållande. Enligt traditionen ska hon ha låtit smuggla in sig till mötet med Caesar inrullad i en matta. I sin förbindelse med Caesar födde hon 47 f.Kr. sonen Ptolemaios XV, kallad Caesarion, som Caesar erkände som sin. Kleopatra följde år 46 f.Kr. med Caesar till Rom, där hon närvarade vid det segertåg han höll över de egyptiska upprorsmakarna. 
Kleopatra stannade i Rom fram till attentatet den 15 mars år 44 f.Kr., då han mördades. 

### Mötet med Antonius

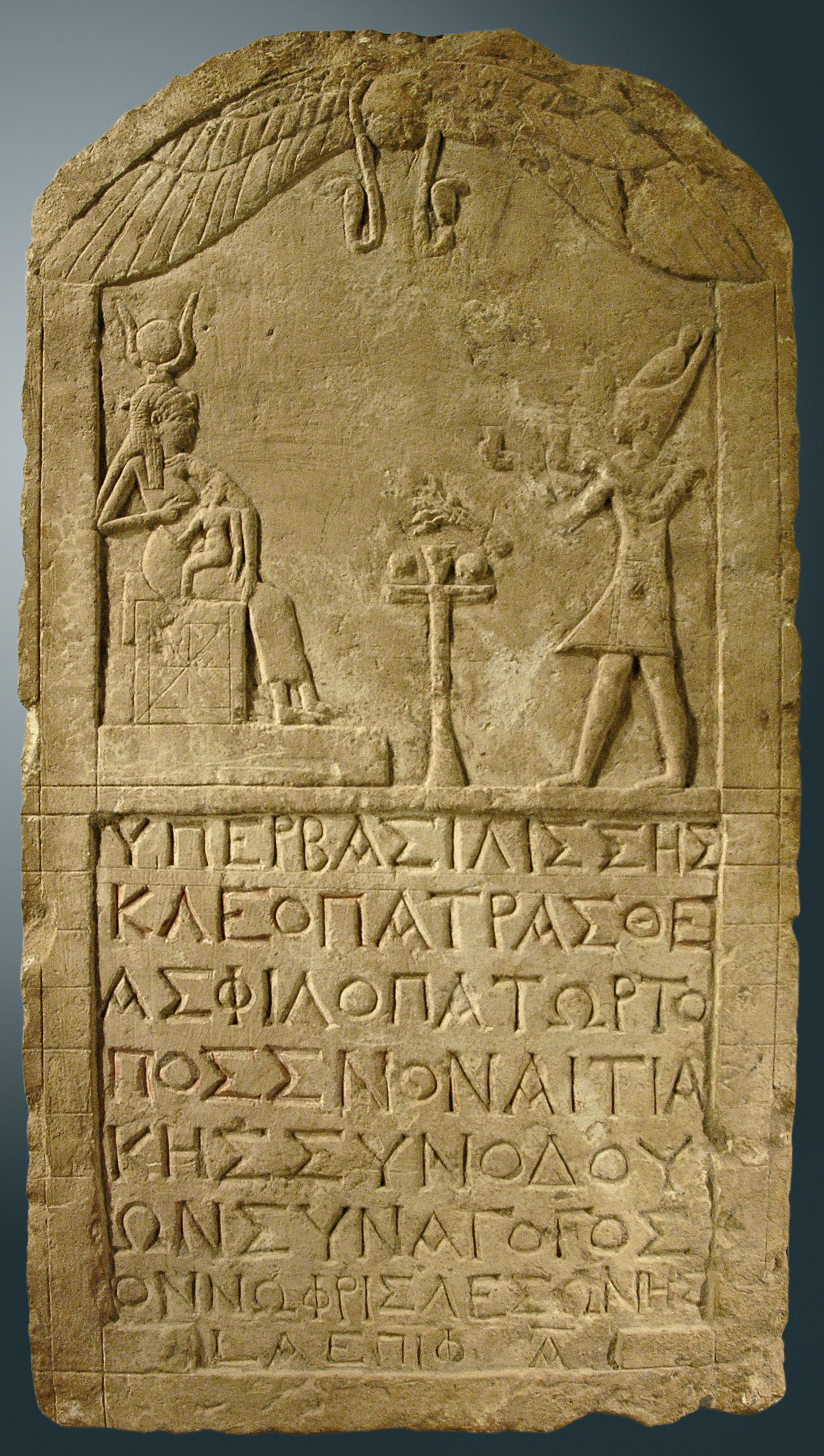
Kleopatra VII av Egypten klädd som farao offrar till Isis, 51 f.Kr. Stele där Kleopatras fullständiga namn kan utläsas, grekiska: Κλεοπάτρα Θεά Φιλοπάτωρ

Efter Caesars död år 44 f.Kr. återvände Kleopatra till Alexandria i Egypten. Strax innan hon återvände avled hennes medhärskare, tillika yngre bror, under mystiska omständigheter. 
I Alexandria fick hon några år senare spela en viktig roll med Marcus Antonius, den ena av de två nya romerska imperatorerna. Vid Antonius triumftåg genom Mindre Asien efter slaget vid Filippi 41 f.Kr., blev Kleopatra kallad till Tarsos för att svara på varför hon i egenskap av romersk allierad inte tillräckligt aktivt hade stöttat romarna i den nyligen avslutade konflikten. 
Drottningen kunde rättfärdiga sig genom att hänvisa till att hennes hållning mot Caesars mördare alltid varit fientlig och att det var dessa hon hade vägrat stödja snarare än Rom. Vid deras första möte kom Kleopatra, smyckad som Afrodite, på ett förgyllt fartyg med segel av purpurtyg och åror av silver och mötte Antonius på floden Cydnus. Liksom Caesar inledde Antonius ett förhållande med Kleopatra.
Kleopatra och Antonius fick tre barn tillsammans, tvillingar året efter deras möte och en yngre son fyra år därpå, och den romerska generalen vistades oftare i Alexandria än i Rom. I de så kallade "Donationerna i Alexandria" år 34 f.Kr utropade Kleopatra och Antonius sina barn till regenter över olika riken som de delade ut till dem som donationer ur Roms östra provinser och Antonius erövringar från Parthien: den sexåriga Alexander Helios utropades till kungarnas kung och härskare över Armenien, Medien, Parthien och allt land mellan Eufrat i väster och Indus i öster; hans tvilling Kleopatra Selene blev drottning över Kyrene och Libyen, och deras två år gamla lillebror Ptolemaios kung över Fenicien, Syrien och Kilikien. De använde Kleopatras härstamning från seleukiderna för att åberopa hennes barns arvsrätt till Östra medelhavsområdet och handlingen var triumfen på Kleopatras makt, men den ledde också till en brytning mellan Antonius och Rom. 
För att kunna ingå äktenskap med Kleopatra lät Antonius 32 f.Kr. förskjuta sin hustru Octavia, vilken han gift sig med för att bibehålla sämjan med den andre romerska imperatorn, Octavianus.

### Slutet
Antonius hade, genom sin hängivenhet till Kleopatra och Egypten, förlorat sitt intresse för romerska angelägenheter, på samma gång som han förlorade stöd i Rom, där Octavianus samlade allt mer makt. 
32 f.Kr. inträffade en brytning mellan de båda imperatorerna, och krig uppstod mellan Västra Romarriket med Octavianus på den ena sidan, och det Östra Romarriket med Antonius och Kleopatra på den andra. I det avgörande sjöslaget vid Aktion (latin Actium) den 2 september 31 f.Kr. förlorade Antonius och Kleopatra sin flotta, och på våren 30 f.Kr. kunde segraren Octavianus slutligen anlända till Egypten. 
Kleopatra påbörjade i hemlighet förhandlingar med Octavianus, beredd att offra Antonius. Enligt myten skall Antonius falskeligen ha underrättats om att Kleopatra tagit sitt liv. Han skall därefter ha bestämt sig för att ta sitt eget. Vid sitt sista andetag skall han ha fått visshet om att underrättelsen om Kleopatras självmord var falsk. 
Kleopatra försökte vinna stöd hos Octavianus, men misslyckades. Fem dagar efter Antonius död begick Kleopatra själv självmord. Enligt två olika legender skall hon antingen ha använt en giftfylld hårnål, eller låtit sig bli biten av en giftorm med sina två tjänare, Charmion och Iras. Metoden med giftormen anses osannolik eftersom chansen att alla tre dödades av samma orm är mycket liten. 
Hennes då sjuttonåriga son Caesarion (från förhållandet med Caesar) dödades på Octavianus befallning, liksom Marcus Antonius son med Fulvia, Marcus Antonius Antyllus. Hennes barn med Antonious, tvillingarna Alexander Helios och Kleopatra Selene och deras yngsta bror Ptolemaios, fördes till Rom av Octavius, där de fick delta i hans triumftåg över Egypten, som därefter blev en romersk provins. Barnen blev sedan omhändertagna av Octavius syster Octavia, som i egenskap av Antonious hustru var deras styvmor. 

## Eftermäle
Kleopatra var den sista faraon, och blev tidigt föremål för en stor legendflora. Hennes påstådda skönhet har blivit berömd i beskrivningar om henne och hennes liv. Legenden om hennes skönhet har till stor del underbyggts av fiktion och Hollywoodfilmer. 
Debatt har uppstått över hennes relationer med Caesar och Antonius, huruvida hon var en makthungrig och omoralisk förförerska, som använde kärlek och sex som ett politiskt verktyg, eller om hennes relationer med Caesar och Antonius var frikopplade från politisk opportunism, och hon var en hjältinna som så långt det var möjligt strävande efter att skydda Egyptens överlevnad och oberoende.
Kleopatra har även blivit föremål för spekulationer om hennes etnicitet, trots att det inte finns något som tyder på att hon var något annat än av grekisk etnicitet. En modern föreställning om att Kleopatra var svart har spelat en stor roll inom afrocentrismen i samband med den amerikanska samhällsdebatten kring rasism, och gett upphov till den så kallade Cleopatra race controversy. 
Nedslagskratern Cleopatra på planeten Venus och asteroiden 216 Kleopatra är uppkallade efter henne.

### Skildringar av Kleopatra
Kleopatras lidelsefulla karaktär och dramatiska levnadshistoria har blivit skildrad i litteraturen, i konsten, på teater och på film. Bland annat av William Shakespeare i "Antonius och Cleopatra" och på Kronbergs målning "Kleopatras död" (1883). Elizabeth Taylor gestaltade Kleopatra i filmen med samma namn från 1963.

## Arkeologi
Det är ännu inte fastställt exakt var hennes grav är belägen. En teori föreslår att hon är begravd i ett tempel Taposiris Magna omkring 30 km från Alexandria i Egypten. Anledningen är att ett stort antal mynt med hennes ansikte på hittats där. 
Hennes utpekade grav ligger under vatten, vilket inneburit att den ej blivit undersökt. Det finns antaganden om att hon begravdes med sin älskare Marcus Antonius. 

## Bildgalleri

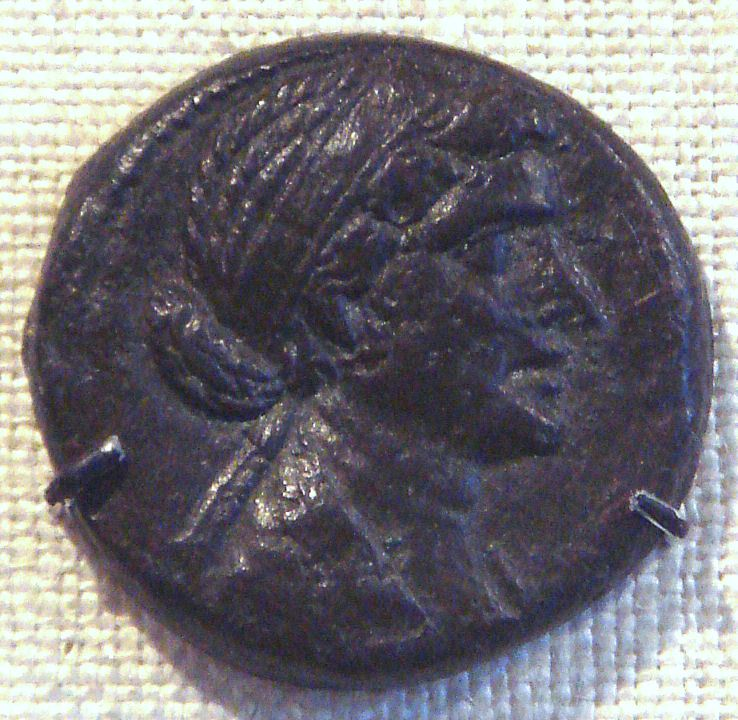
Mynt med Kleopatras ansikte.
Kleopatras död. Målning av Guido Cagnacci.